# Vickers Viastra
El Vickers Viastra fue un monoplano de ala alta para pasajeros, totalmente metálico, con variantes propulsadas por uno, dos y tres motores. Dos Viastra bimotor operaron comercialmente en Australia entre 1931 y 1936; otro sirvió como transporte real.

## Diseño y desarrollo
El método de construcción Vickers-Wibault se basó en las patentes de Michel Wibault, que comenzó a trabajar con Vickers en 1922. Era una forma de producir un avión totalmente metálico con una estructura construida a partir de formas metálicas simples, no mecanizadas, recubiertas con una lámina muy fina, por ejemplo chapas de aleación ligera corrugadas de 0,4 mm. Los paneles de revestimiento estaban remachados entre sí y a la estructura subyacente; el revestimiento de las alas no estaba sujeto a esfuerzos. La primera experiencia de Vickers con este método fue con el Wibault Scout, construido bajo licencia. El primer diseño de Vickers que utilizó esta construcción fue el Vireo y el tercero, el Viastra, utilizó una combinación de técnicas de construcción de Wibault y Vickers.
El Viastra fue concebido como un avión comercial monomotor o trimotor capaz de transportar a diez pasajeros y diseñado teniendo en cuenta las operaciones en países con malas instalaciones de transporte de superficie. Vickers construyó varias versiones, en gran parte similares, salvo en los motores: al final hubo Viastra con uno, dos y tres motores. Eran monoplanos de ala alta, con alas de cuerda constante, puntas cuadradas y una sección gruesa tipo RAF 24. Las alas, como el resto del avión, estaban recubiertas con piel corrugada y llevaban alerones compensados y slots externos. Poseía una unidad de cola biplano con un par de planos de cuerda estrecha, el inferior unido a la parte inferior del fuselaje y el superior montado diáfano por encima. Las superficies de cola verticales exteriores eran nuevamente muy estrechas y servían como timones principales; las variantes monomotor y trimotor también tenían un pequeño empenaje central triangular, que llevaba un timón auxiliar y sostenía el plano horizontal superior. Con una excepción, los Viastra bimotor tenían el empenaje central y el timón reemplazados por arriostramientos tubulares.
El fuselaje tenía una sección transversal cuadrada, paralela en la zona de la cabina de pasajeros y estrechándose hacia la cola. El compartimento de pasajeros tenía seis ventanas rectangulares a cada lado y la tripulación disponía de una cabina cerrada por delante de las alas. Cada ala estaba arriostrada al fuselaje inferior mediante un par de soportes paralelos; el delantero de estos se usaba para soportar una pata del tren de aterrizaje principal, con la ayuda de otros puntales robustos. Los Viastra de dos y tres motores tenían sus motores exteriores montados justo debajo de las alas. Los motores exteriores estaban encerrados bajo un anillo Townend de cuerda estrecha, pero los motores centrales de los Viastra trimotores y monomotores no llevaban capota.

## Historia operacional
El primer Viastra, matriculado como G-AAUB y propulsado por tres motores radiales Armstrong Siddeley Lynx Major de 7 cilindros y 200 kW (270 hp) voló por primera vez el 1 de octubre de 1930. Le siguieron un par de Viastra II que volaron en la ruta Perth-Adelaida con West Australian Airways desde marzo de 1931. Uno se perdió en un accidente de aterrizaje en 1933, pero el otro continuó en servicio hasta 1936. Ambos estaban configurados como de doce asientos e inicialmente estaban propulsados por un par de motores radiales Bristol Jupiter XIF de 390 kW (525 hp), aunque en ocasiones volaron con uno o dos Jupiter VI porque los XIF de mayor potencia resultaron problemáticos. Las operaciones australianas demostraron que el Viastra II bimotor estaba falto de potencia, ya que no podía mantener la altitud con un solo motor. Vickers lo confirmó al reemplazar los motores Lynx del G-AAUB por Jupiter VIFM. Bajo esta configuración fue conocido como Viastra VIII. El primero de los dos aviones de West Australian Airways fue convertido brevemente a Viastra IX, al que se le instalaron los motores 380 mm más bajos antes de la reconversión a Viastra II. West Australian Airways también encargó un Viastra monomotor, con un Jupiter XIF, pero el encargo fue cancelado, probablemente debido a la falta de fiabilidad de ese motor, y permaneció en el Reino Unido.
Entre sus vidas como trimotor Lynx y Jupiter, el G-AAUB voló durante un tiempo como Viastra III con dos Armstrong Siddeley Jaguar VIc (radiales de 14 cilindros y 350 kW (470 hp)), similar en todo lo demás al Viastra II. El Viastra X G-ACCC fue un avión bimotor único propulsado por motores radiales Bristol Pegasus IIL3 de 9 cilindros, construido como una "barcaza real" para el Príncipe de Gales y lujosamente equipado. Este avión tenía un tren de aterrizaje carenado, un compartimento debajo del fuselaje y un empenaje/timón central reservado para los Viastra con motores impares. Voló por primera vez en abril de 1933 y se utilizó poco como barcaza, aunque participó en la exhibición de la RAF en Hendon de 1934 con la librea real. Posteriormente y hasta 1937 se utilizó para probar radios aerotransportadas, llevando a los operadores de radio en un lujo inusual.
Se construyó un Viastra más, utilizando un ala nueva y más ligera diseñada por B.E. Wallis. Fue llevado al Royal Aircraft Establishment en Farnborough para realizar pruebas estructurales, pero no hay registro de que volara. No recibió un número de variante de Viastra.

## Variantes
Viastra I (Type 160)
Variante prototipo de diez pasajeros con tres motores Armstrong Siddeley Lynx V, uno construido registrado como G-AUUB, posteriormente modificado como Viastra III de dos motores y más tarde nuevamente a trimotor como Viastra VIII.
Viastra II (Type 198)
Variante de pasajeros de 12 plazas para West Australian Airways, con dos motores Jupiter XIF, dos construidos.
Viastra III (Type 199)
Viastra I convertido con dos motores Jaguar VIc, posteriormente modificado de nuevo a trimotor como Viastra VIII.
Viastra VI (Type 203)
Versión de carguero monomotor propulsado por un Jupiter XIF: uno construido, pero nunca entregado.
Viastra VIII (Type 220)
Viastra III convertido con tres Jupiter VIFM.
Viastra IX (Type 242)
Breve conversión de un Viastra II, con motores instalados más bajos.
Viastra X (Type 259)
Versión de pasajeros vip de siete plazas para el Príncipe de Gales, con dos motores radiales Pegasus, uno construido con matrícula G-ACCC.
Wallis-Viastra (Type 256)
Ala nueva, posiblemente nunca volado: se construyó un ejemplar.

## Especificaciones (Viastra II)
Referencia datos: Andrews

### Características generales
- Tripulación: Dos[5]
- Capacidad: 12 pasajeros[6]
- Longitud: 13,9 m (45,5 ft)
- Envergadura: 21,3 m (70 ft)
- Altura: 4,1 m (13,5 ft)
- Superficie alar: 69,2 m² (744,9 ft²)
- Peso vacío: 3574 kg (7877,1 lb)
- Peso cargado: 5602 kg (12 346,8 lb)
- Planta motriz: 2× motor radial de 9 cilindros refrigerado por aire Bristol Jupiter XIF.
  - Potencia: 391 kW (539 HP; 532 CV) cada uno.
- Hélices: Bipala de madera de paso fijo

### Rendimiento
- Velocidad máxima operativa (Vno): 190 km/h (118 MPH; 103 kt)
- Alcance: 861 km (465 nmi; 535 mi)
- Régimen de ascenso: 4,9 m/s (965 ft/min)
- Tiempo a altitud: 4,5 min para 1500 m (4920 pies)

## Aeronaves relacionadas

### Secuencias de designación
- Secuencia Numérica (interna de Vickers): ← 149 - 150 - 151 - 153 - 155 - 157 - 160 - 161 - 162 - 163 -- 194 - 195 - 196 - 198 - 199 - 203 - 204 - 207 - 208 -- 214 - 216 - 217 - 220 - 225 - 227 - 230 -- 252 - 253 - 255 - 256 - 258 - 259 - 262 - 263 - 264 →